# Lyndon Johnston
Lyndon Johnston (Hamiota, Manitoba, 4 de dezembro de 1961) é um ex-patinador artístico canadense. Ele conquistou com Cindy Landry uma medalha de prata em campeonatos mundiais, uma medalha de prata no Skate Canada International, uma medalha de ouro no Nebelhorn Trophy e foi campeão do campeonato nacional canadense. Com Denise Benning ele conquistou uma medalha de prata no Skate America, uma medalha de bronze no Skate Canada International, uma medalha de bronze no NHK Trophy e duas medalhas de prata e uma de bronze no campeonato nacional canadense. Benning e Johnston disputaram os Jogos Olímpicos de Inverno de 1988, onde terminaram na sexta posição. E com Melinda Kunhegyi, ele conquistou  uma medalha de prata no Nebelhorn Trophy, uma medalha de bronze no Skate America e duas medalhas de prata no campeonato nacional canadense. Kunhegyi e Johnston disputaram os Jogos Olímpicos de Inverno de 1984, onde terminaram na décima segunda posição.

## Principais resultados

### Duplas com Cindy Landry
| Campeonato Mundial         | Medalha de prata | 9.º              |  |  |  |  |  |  |  |  |  |  |  |  |  |
| Nebelhorn Trophy           | Medalha de ouro  |                  |  |  |  |  |  |  |  |  |  |  |  |  |  |
| Skate Canada International |                  | Medalha de prata |  |  |  |  |  |  |  |  |  |  |  |  |  |
| Nacional                   |                  |                  |  |  |  |  |  |  |  |  |  |  |  |  |  |
| Campeonato Canadense       | Medalha de prata | Medalha de ouro  |  |  |  |  |  |  |  |  |  |  |  |  |  |
|                            |                  |                  |  |  |  |  |  |  |  |  |  |  |  |  |  |

### Duplas com Denise Benning
| Resultados                                            | Resultados        | Resultados       | Resultados        | Resultados    | Resultados    | Resultados    | Resultados    | Resultados    | Resultados    | Resultados    | Resultados    | Resultados    | Resultados    |
| Internacional                                         | Internacional     | Internacional    | Internacional     | Internacional | Internacional | Internacional | Internacional | Internacional | Internacional | Internacional | Internacional | Internacional | Internacional |
| Evento/Temporada                                      | 1985– 1986        | 1986– 1987       | 1987– 1988        |               |               |               |               |               |               |               |               |               |               |
| ----------------------------------------------------- | ----------------- | ---------------- | ----------------- | ------------- | ------------- | ------------- | ------------- | ------------- | ------------- | ------------- | ------------- | ------------- | ------------- |
| Jogos Olímpicos                                       |                   |                  | 6.º               |               |               |               |               |               |               |               |               |               |               |
| Campeonato Mundial                                    | 5.º               | 5.º              | 5.º               |               |               |               |               |               |               |               |               |               |               |
| NHK Trophy                                            | Medalha de bronze |                  |                   |               |               |               |               |               |               |               |               |               |               |
| Skate America                                         |                   | Medalha de prata |                   |               |               |               |               |               |               |               |               |               |               |
| Skate Canada International                            | Medalha de bronze | 5.º              |                   |               |               |               |               |               |               |               |               |               |               |
| Nacional                                              |                   |                  |                   |               |               |               |               |               |               |               |               |               |               |
| Campeonato Canadense                                  | Medalha de prata  | Medalha de prata | Medalha de bronze |               |               |               |               |               |               |               |               |               |               |
|                                                       |                   |                  |                   |               |               |               |               |               |               |               |               |               |               |
| Legenda: Competição não foi disputada nesta temporada |                   |                  |                   |               |               |               |               |               |               |               |               |               |               |

### Duplas com Melinda Kunhegyi
| Resultados                                            | Resultados       | Resultados        | Resultados       | Resultados       | Resultados    | Resultados    | Resultados    | Resultados    | Resultados    | Resultados    | Resultados    | Resultados    | Resultados    |
| Internacional                                         | Internacional    | Internacional     | Internacional    | Internacional    | Internacional | Internacional | Internacional | Internacional | Internacional | Internacional | Internacional | Internacional | Internacional |
| Evento/Temporada                                      | 1981– 1982       |                   | 1983– 1984       | 1984– 1985       |               |               |               |               |               |               |               |               |               |
| ----------------------------------------------------- | ---------------- | ----------------- | ---------------- | ---------------- | ------------- | ------------- | ------------- | ------------- | ------------- | ------------- | ------------- | ------------- | ------------- |
| Jogos Olímpicos                                       |                  | 12.º              |                  |                  |               |               |               |               |               |               |               |               |               |
| Campeonato Mundial                                    |                  |                   | 5.º              |                  |               |               |               |               |               |               |               |               |               |
| Nebelhorn Trophy                                      | Medalha de prata |                   |                  |                  |               |               |               |               |               |               |               |               |               |
| Skate America                                         |                  | Medalha de bronze |                  |                  |               |               |               |               |               |               |               |               |               |
| Nacional                                              |                  |                   |                  |                  |               |               |               |               |               |               |               |               |               |
| Campeonato Canadense                                  |                  |                   | Medalha de prata | Medalha de prata |               |               |               |               |               |               |               |               |               |
|                                                       |                  |                   |                  |                  |               |               |               |               |               |               |               |               |               |
| Legenda: Competição não foi disputada nesta temporada |                  |                   |                  |                  |               |               |               |               |               |               |               |               |               |